# Кыдыралиев, Дохдурбек
Дохдурбек (Догдурбек) Искакович Кыдыралиев (каз. Dokdurbek Kydyraliev; род. 1954) — советский и киргизский актёр и художник кино. Заслуженный артист Кыргызской Республики (27 декабря 1995). Народный артист Кыргызской Республики (18 декабря 2023). Член Союза художников Кыргызской Республики (1991).

## Биография
Родился 12 ноября 1954 года в селе Боз-Бешик Джети-Огузского района Иссык-Кульской области. Окончил Кыргызское государственное художественное училище (1980) и художественный факультет всесоюзного ВГИКа (1986).
Наиболее популярен благодаря ролям в фильмах «Потомок белого барса», «Тень завоевателя», «Прощай, Гульсары!».